# Лихи, Патрик
Па́трик Джо́зеф Ли́хи (англ. Patrick Joseph Leahy; род. 31 марта 1940) — американский политик и поверенный, старший сенатор США от Вермонта и временно исполняющий обязанности президента Сената США. Лихи впервые был избран в Сенат в 1974 году, а ранее занимал пост временного президента с 2012 по 2015 год. Он является председателем Комитета Сената по ассигнованиям.
Член Демократической партии Лихи находится на восьмом сроке полномочий. Он является самым высокопоставленным членом Сената и последним из сенатских «уотергейтских младенцев» — демократов, впервые избранных в Конгресс на волне выборов 1974 года, последовавшей за отставкой президента Ричарда Никсона из-за Уотергейтского скандала. По состоянию на 2021 год Лихи также является единственным действующим сенатором, работавшим во время президентства Джеральда Форда, и одним из двух, кто работал во время президентства Джимми Картера.
Декан делегации своего штата в Конгрессе, Лихи является сенатором США от Вермонта дольше всех, а также единственным демократом, когда-либо избранным в Сенат США от штата Вермонт.
Он является бывшим председателем сельскохозяйственного и судебного комитетов. Он был высокопоставленным членом Комитета по ассигнованиям с 2017 по 2021 год и стал председателем в 2021 году. В 2001 году Лихи был одним из двух сенаторов США, ставших жертвами атак сибирской язвы, в результате которых погибли пять человек. Он был председательствующим на втором судебном процессе по импичменту Дональда Трампа, став первым сенатором, который председательствовал на судебном процессе по импичменту бывшего президента.
15 ноября 2021 года Лихи объявил, что не будет добиваться переизбрания в 2022 году.

## Биография
Лихи родился в Монтпилиере, штат Вермонт, в семье Альбы (урожденной Замбон) и Говарда Фрэнсиса Лихи. Он слеп на левый глаз с рождения.
В 1961 году Лихи окончил Колледж святого Михаила и получил степень в области права в Джорджтаунском университете в 1964 году. Он был принят в коллегию адвокатов и стал сотрудником фирмы, возглавляемой Филипом Х. Хоффом, который в то время занимал пост губернатора Вермонта.
В 1966 году был избран прокурором округа Читтенден. Его служба в качестве прокурора штата была примечательна его участием в спецоперации, в ходе которой был пойман Пол Лоуренс, тайный офицер полиции многих департаментов Вермонта. Лоуренс ложно утверждал, что покупал запрещенные наркотики у нескольких человек, что привело к многочисленным обвинительным приговорам, основанным на его лжесвидетельстве. Лихи был переизбран в 1970 году. В 1974 году 34-летний Лихи был избран в Сенат США и стал первым членом Демократической партии избранным в Сенат США от Вермонта с 1856 года. Лихи стал самым молодым сенатором США в истории Вермонта. Он был переизбран в 1980, 1986, 1992, 1998, 2004, 2010 и 2016 годах. Лихи занимает прогрессивные политические позиции, которые в целом соответствуют позиции государства.
В апреле 2017 года, после того как президент Трамп подписал закон, отменяющий правило Федеральной комиссии по связи, требующее от провайдеров интернет-услуг получать разрешение своих клиентов на продажу своих данных рекламодателям, Лихи был одним из 11 сенаторов, поддержавших закон, отменяющий отмену и восстанавливающий правила.
Лихи решительный сторонник экологической политики. Он поддержал законопроекты, которые увеличат производство автомобилей на водороде, поддержат стандарты корпоративной средней экономии топлива, законопроекты которые поставили цель сократить потребление нефти на 40 процентов в 2025 году и увеличить финансирование солнечной и ветровой энергетики. В 2015 году он проголосовал в поддержку «Плана чистой энергии» Обамы. На своей странице об изменении климата он заявляет, что «человеческая деятельность после промышленной революции в значительной степени способствовала изменениям климата».
26 января 2021 года Лихи был госпитализирован. Госпитализация Лихи произошла через несколько часов после того, как он был приведен к присяге в качестве председательствующего на втором процессе по делу об импичменте Трампа.
Лихи является фанатом Бэтмена, сенатор принял участие в озвучивании одного из эпизодов мультсериала «Batman: The Animated Series» (губернатор территории Юта) и исполнил небольшие камео в фильмах «Бэтмен и Робин» (гость на вечеринке), «Тёмный рыцарь» (гость вечеринки, которому угрожает Джокер) и «Тёмный рыцарь: Возрождение легенды» (член правления Wayne Enterprises).

## Награды
В 2013 году Лихи получил премию сенатора США Джона Хайнца за выдающуюся государственную службу — награду, ежегодно присуждаемую Премией Джефферсона.
Фонд управления Конгресса наградил Лихи «Серебряной мышью» за его веб-сайт и «Золотой Мышью» за его участие в социальных сетях.

## Память
В апреле 2023 года мэр Берлингтона Миро Вайнбергер объявил, что международному аэропорту города будет присвоено имя Патрика Лихи.

## Комментарии
1. ↑  The other, Chuck Grassley, was first sworn in on January 3, 1981, seventeen days before Ronald Reagan took office.
2. ↑  As of 2021, Don Young of Alaska is the only current member of Congress to have served longer than Leahy.
3. ↑  Fellow Vermont senator Bernie Sanders caucuses with the Democrats, but is an independent.